# 프놈트벵메안체이

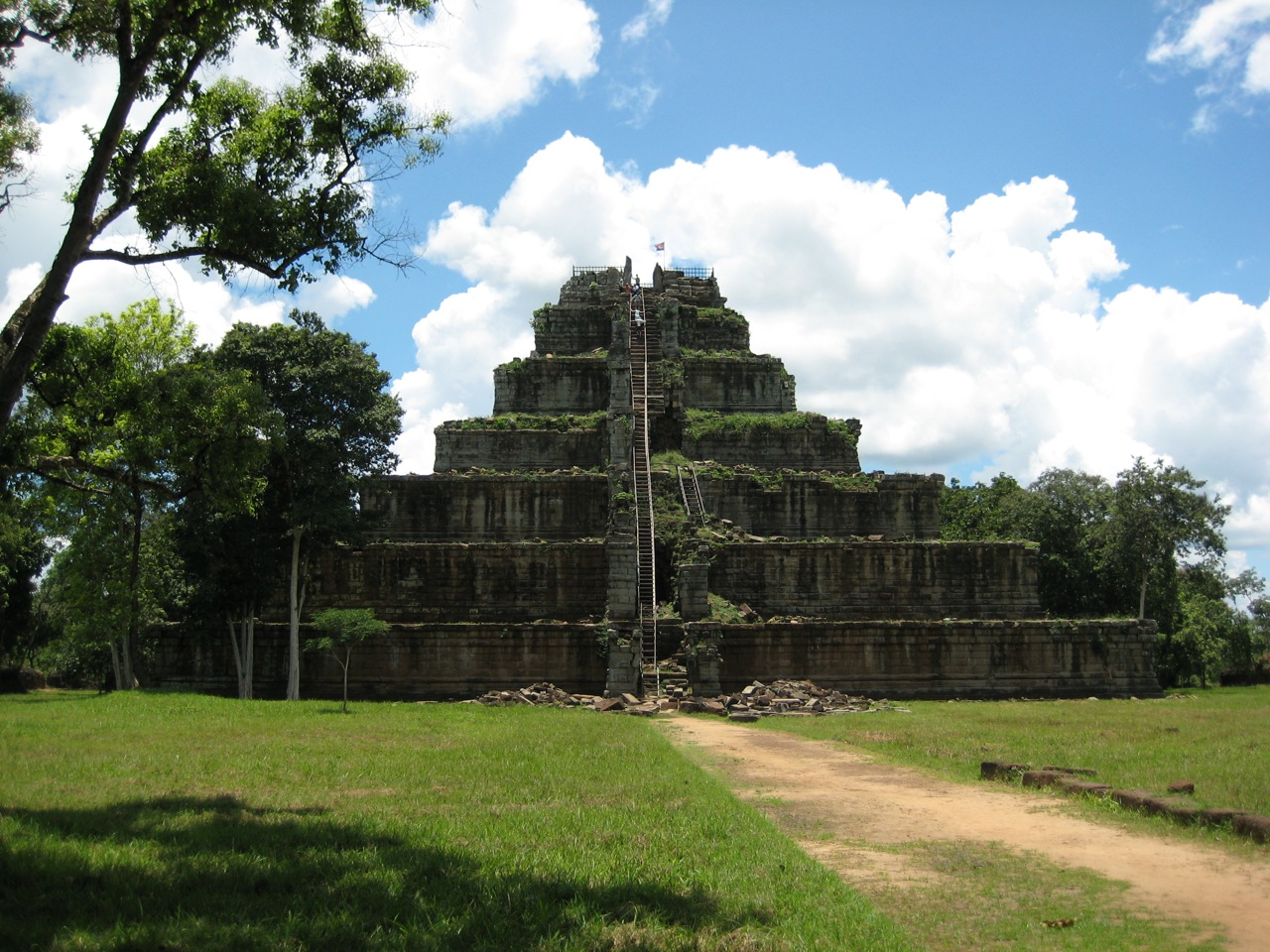

프놈트벵메안체이(크메르어: ត្បែងមានជ័យ, Phnom Tbeng Meanchey)는 캄보디아 프레아비헤아르 주의 주도로 인구는 24,360명(2019년 기준)이다.
1. ↑  “General Population Census of the Kingdom of Cambodia 2019 – Final Results” (PDF). 《National Institute of Statistics》. Ministry of Planning. 2021년 1월 26일. 2021년 2월 4일에 확인함.